# Gattikon

Veduta di Langnau (in primo piano) e Gattikon (in alto a destra) nel 1953

Gattikon (toponimo tedesco) è una frazione di 2.595 abitanti del comune svizzero di Thalwil, nel Canton Zurigo (distretto di Horgen).

## Storia
Originariamente costituito da un piccolo borgo accentrato attorno ad un mulino, il villaggio ebbe un primo sviluppo industriale con la costruzione di una filanda nella prima metà del XIX secolo. Una considerevole espansione urbanisica avvenne attorno agli anni '70 del XX secolo.

## Geografia
Unica frazione di Thalwil, Gattikon sorge in collina e si estende dalle alture dello Zimmerberg fino alle rive del fiume Sihl. È sito a monte del Lago di Zurigo e nei pressi della foresta (e riserva naturale) della Sihlwald.
Situata a 12 km a sud di Zurigo, e 6 km a nord di Horgen, la frazione è separata da Thalwil dal tracciato dell'Autostrada A3, ed è pressoché contigua anche con l'abitato di Langnau am Albis, da cui è divisa dal corso della Sihl. Il villaggio conta una contrada a nord, Sihlhalden, e due piccoli laghi: il Gattikerweiher, piuttosto centrale, ed il Waldweiher, a sud dell'abitato.

## Infrastrutture e trasporti
Gattikon dista 2,5 km dallo svincolo autostradale di "Thalwil" dell'A3 Basilea-Zurigo-Sargans. Conta una stazione ferroviaria, Langnau-Gattikon, sulla Sihltalbahn Zurigo-Sihlbrugg. Lo scalo sorge a metà strada fra i due centri abitati.

## Galleria d'immagini

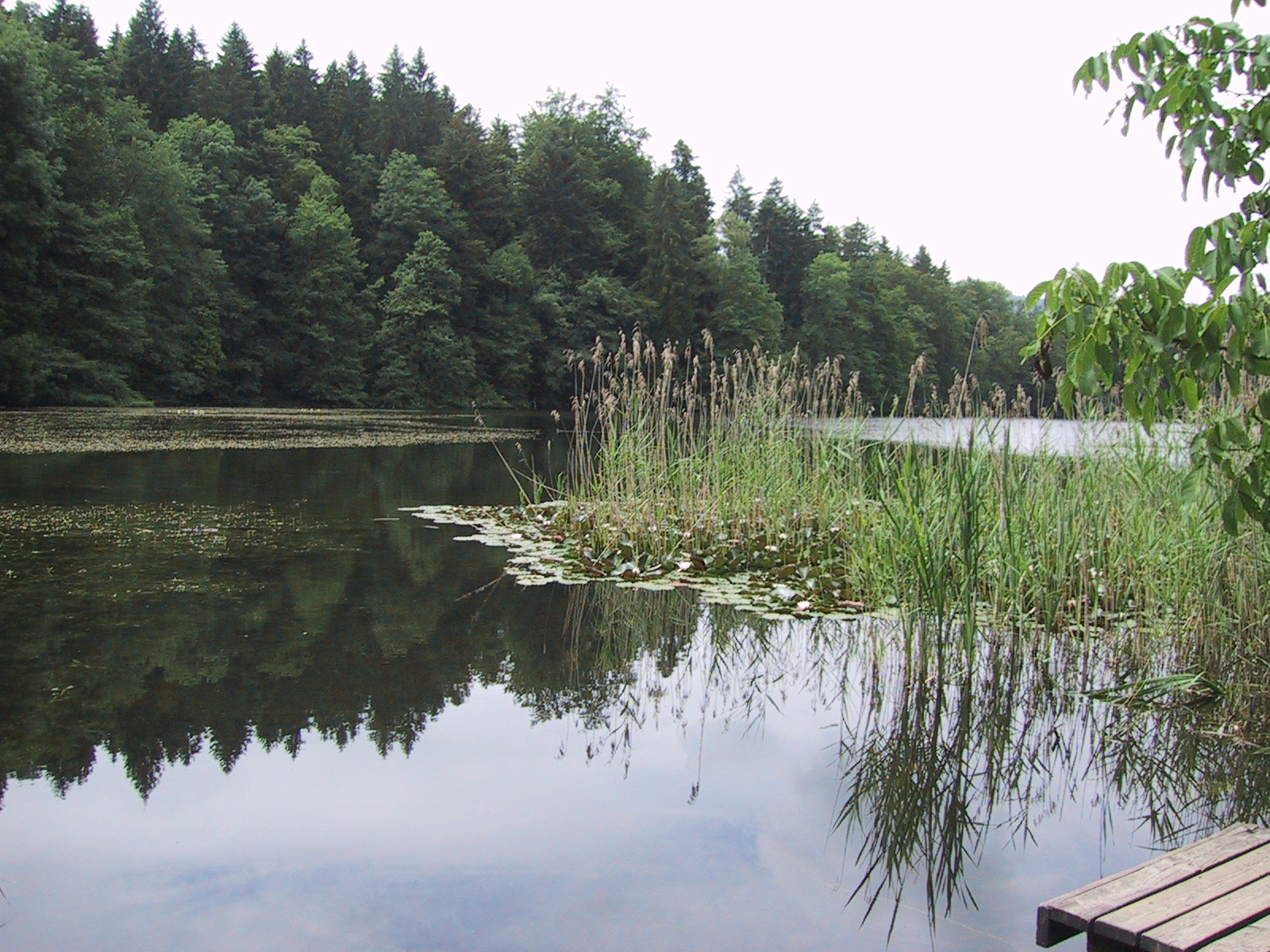
Il lago Waldweiher
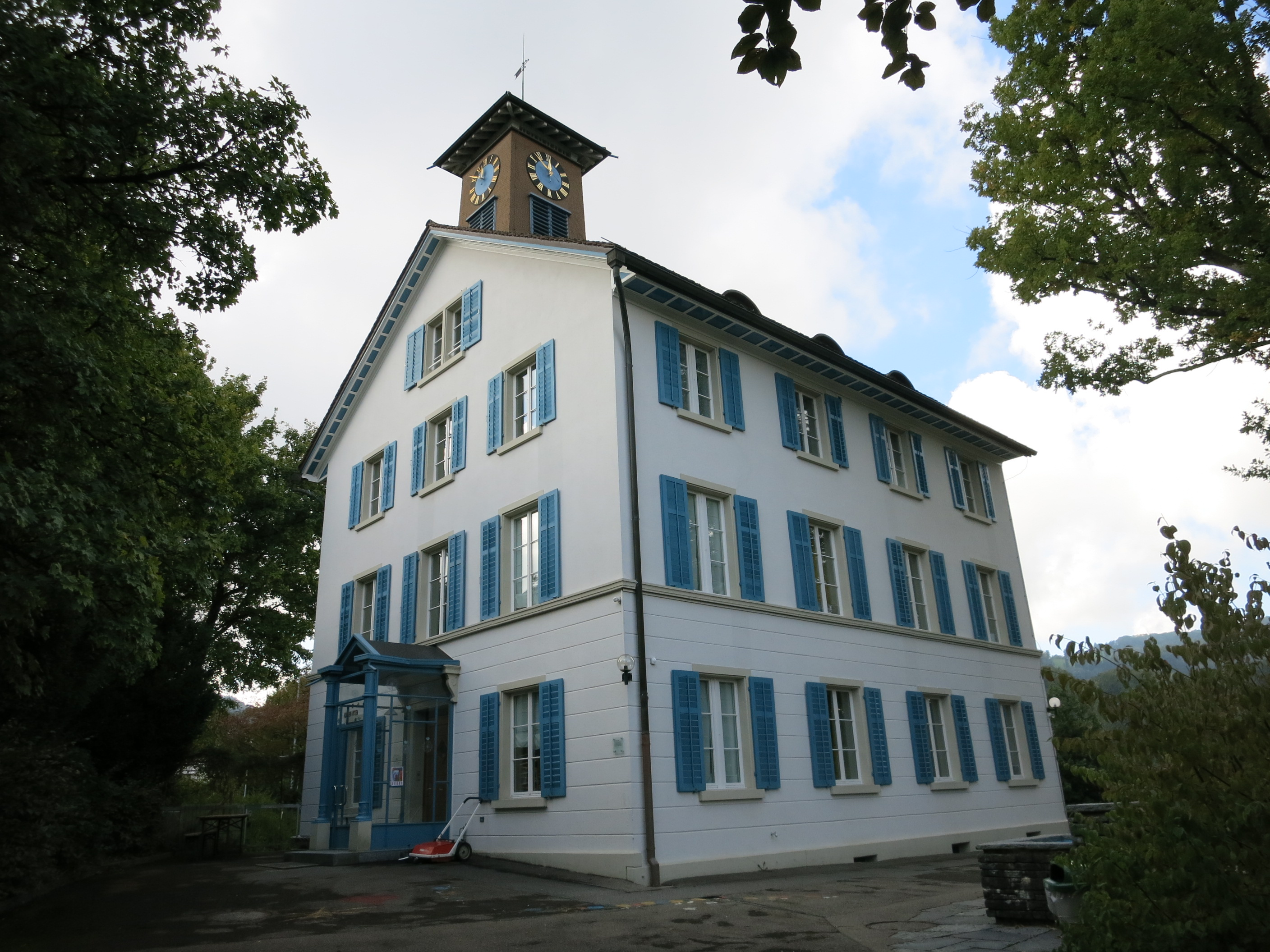
Edificio scolastico
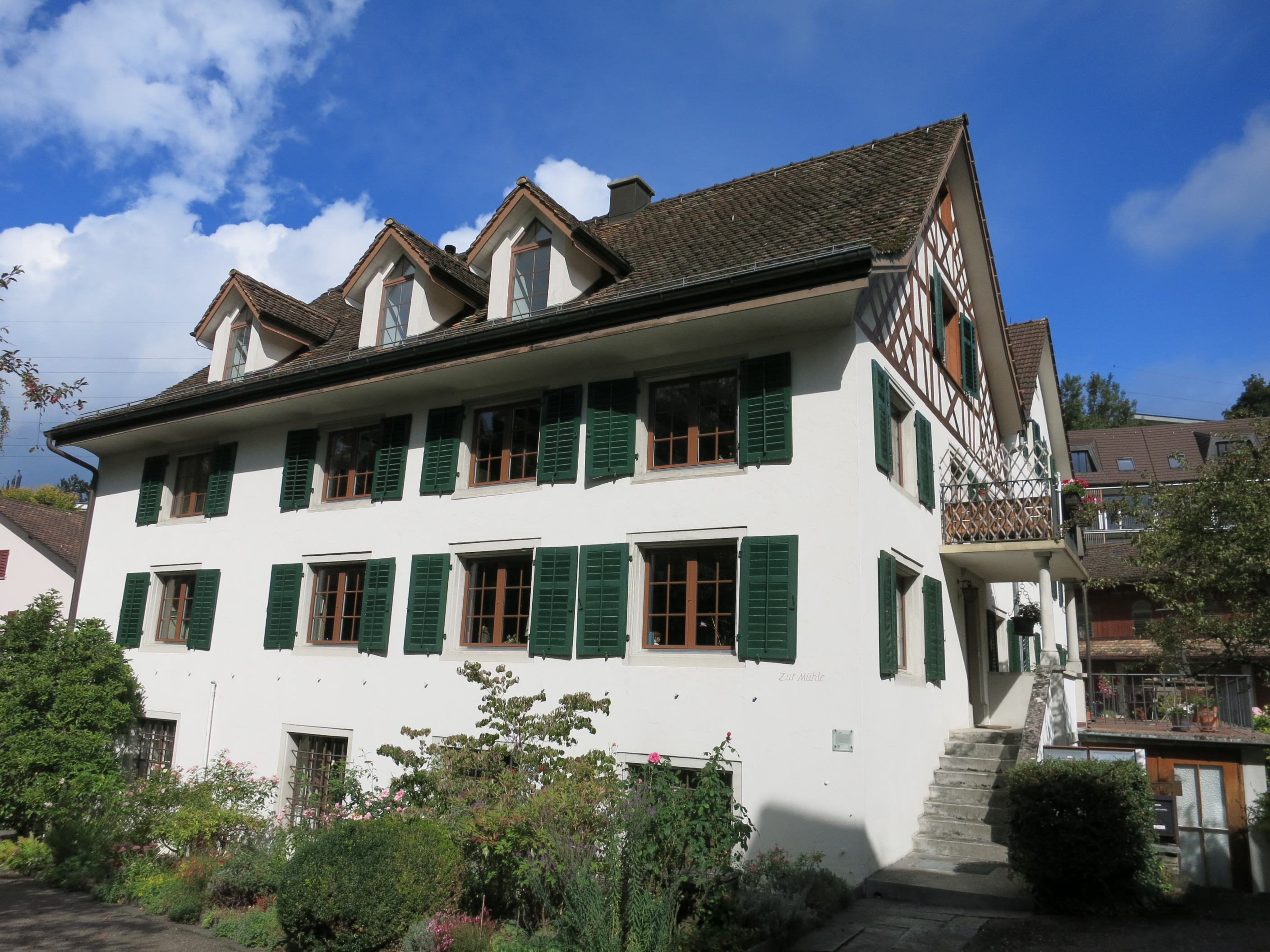
Il mulino (Gattikon Mühle)
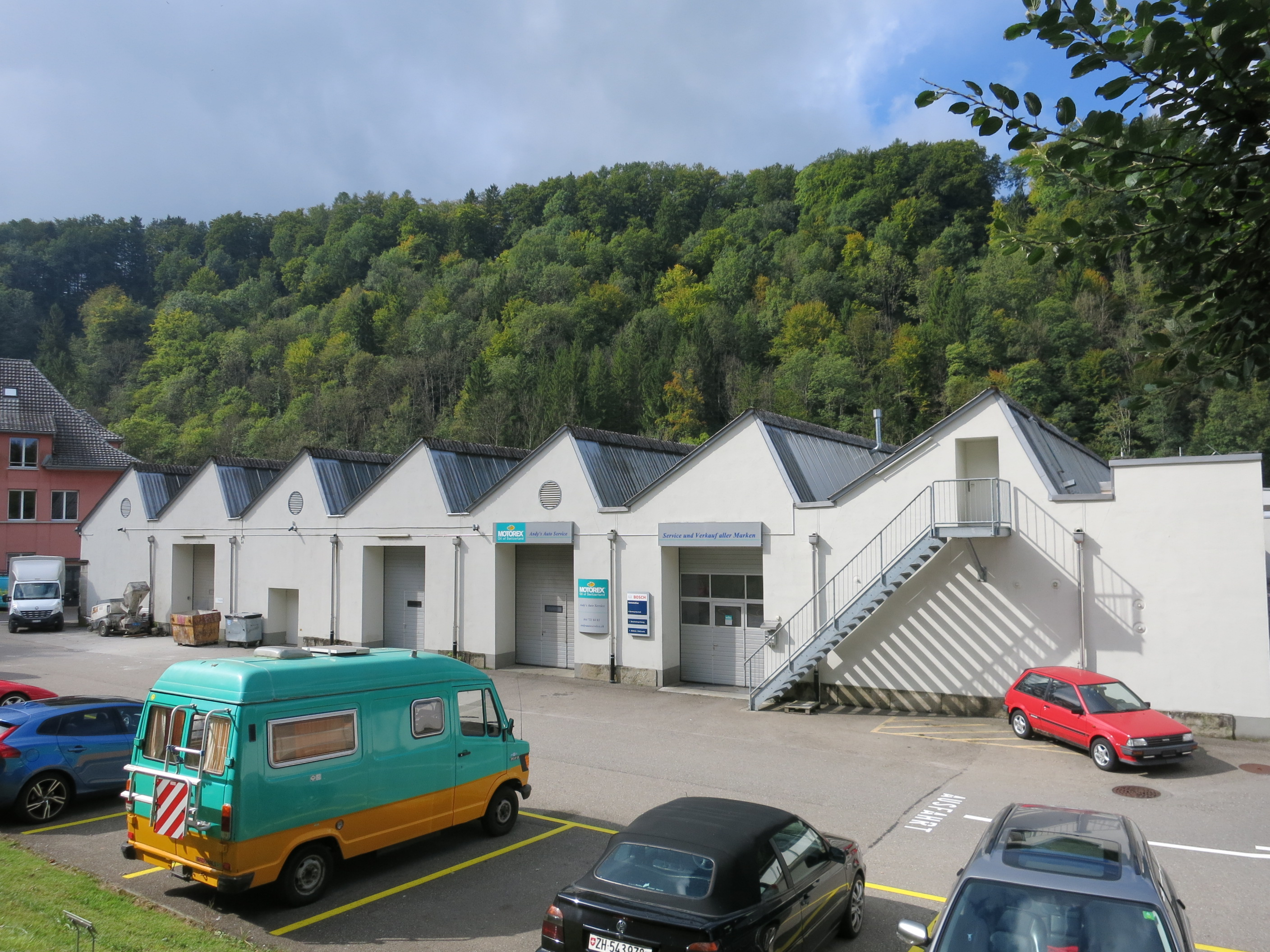
La filanda (Spinnerei Gattikon)
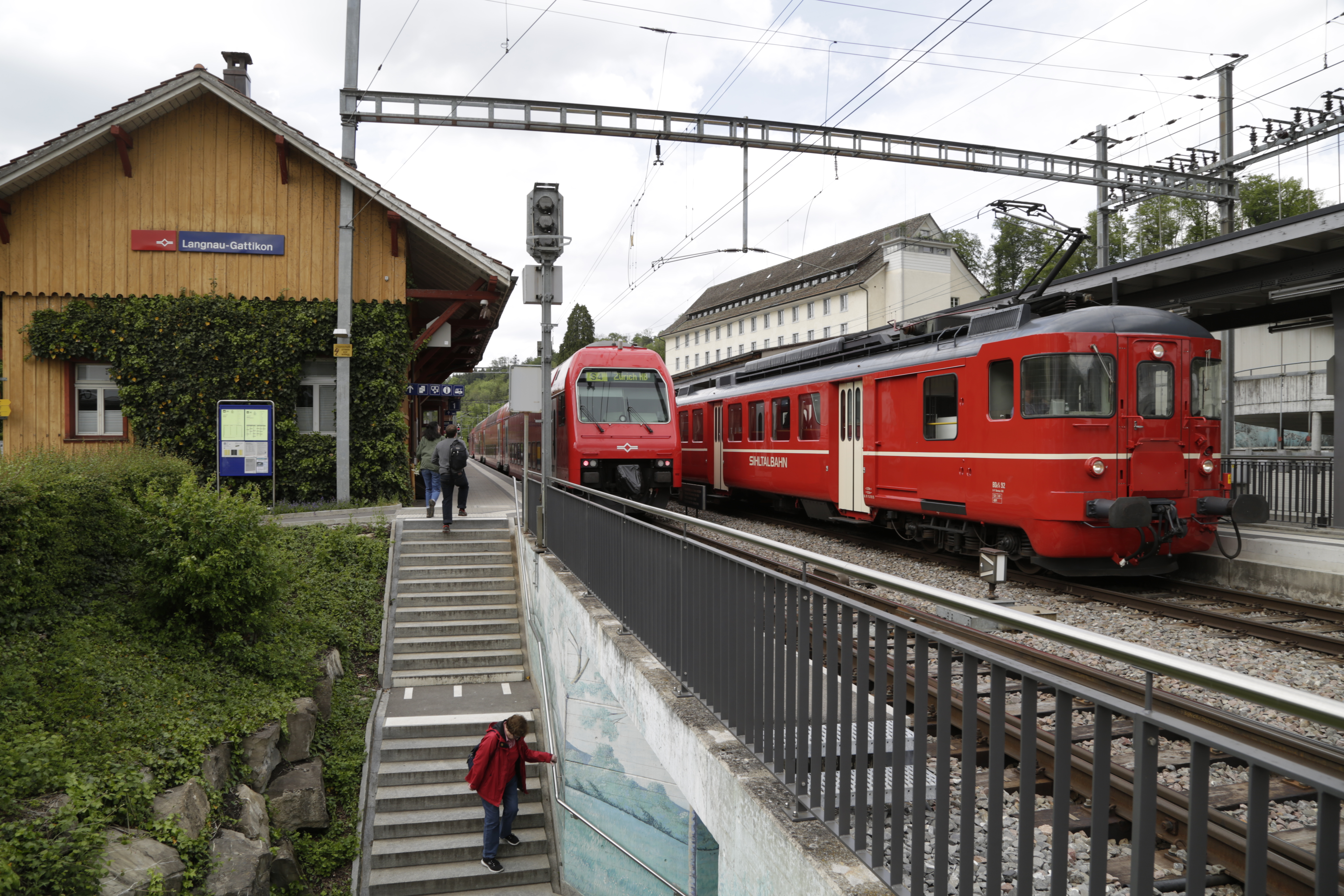
La stazione di Langnau-Gattikon